# Conacul Biberi
Conacul lui P. I. Biberi este un monument de arhitectură de importanță națională din satul Rujnița, raionul Ocnița (Republica Moldova), construit în a doua jumătate a secolului al XIX-lea. 
A fost construit în centrul satului, pe moșia baronului P. H. Petrino-Armis. Pe la 1860, moșia aparținea P. I. Biberi. Acesta a ridicat un conac cu trei niveluri care, din păcate, nu s-a păstrat. Astăzi există doar o anexă și bucătăria. Cercetătorii de la AȘM susțin că edificiul era o vilă în stil englez.

## Galerie de imagini

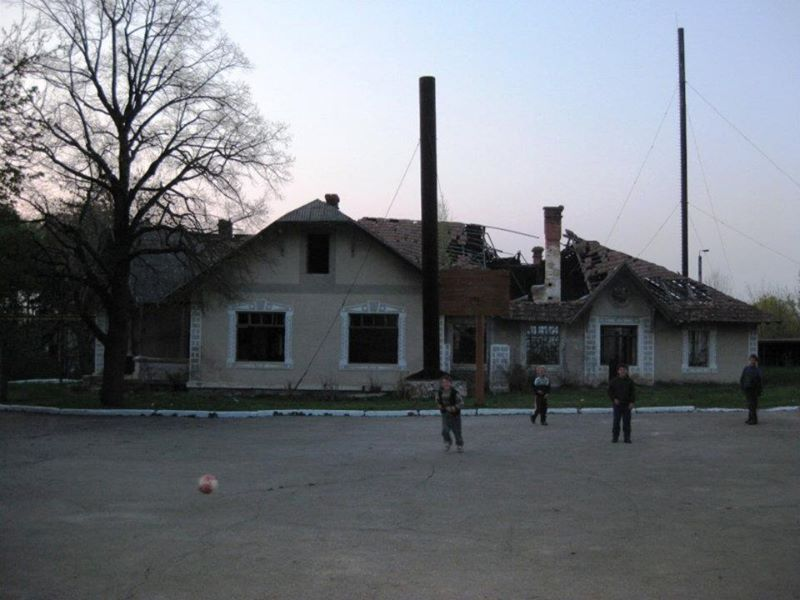

## Vezi și
- Lista conacelor din Republica Moldova